# 와다즈카역
와다즈카역(일본어: 和田塚駅、わだづかえき)은 일본 가나가와현 가마쿠라시에 있는 에노시마 전철선의 철도역이다.

## 역 구조
1면 1선의 단선 승강장이 있는 지상 무인역이다. 한 선로와 한 승강장이 양방향의 승객을 담당한다.
↑가마쿠라 방면

１ |

후지사와 방면↓

## 승차량 변동
2008년의 일일 평균 승강객수는 638명이다.

## 역사
와다즈카역은 1907년 8월 16일에 개업하였다.